# John Talbot, II conte di Shrewsbury
John Talbot, II conte di Shrewsbury (1417 – 10 luglio 1460), è stato un militare inglese.

## Biografia
Era il figlio di John Talbot, I conte di Shrewsbury, e di sua moglie Maud Nevill, VI baronessa Furnivall.
Fu nominato cavaliere nel 1426 a Leicester accanto re Enrico VI. Durante la vita di suo padre, è stato Lord cancelliere d'Irlanda. Era un fedele dei Lancaster, ed è stato Lord Tesoriere (1456-1458), oltre ad essere creato un Cavaliere della Giarrettiera nel 1457. Fu ucciso nella battaglia di Northampton.

## Matrimonio
Sposò Elizabeth Butler, figlia di James Butler, IV conte di Ormonde e Joan de Beauchamp. Ebbero sette figli:
- Lady Ann Talbot (1445 - 17 maggio 1494), sposò in prime nozze Sir Henry Vernon e in seconde nozze Ralph Shirley;
- John Talbot, III conte di Shrewsbury (12 dicembre 1448 - 28 giugno 1473);
- Lord James Talbot (1450 - 2 settembre 1471);
- Lord Gilbert Talbot (1452 - 16 agosto 1517 - 19 settembre 1518), sposò in prime nozze Elizabeth Greystoke, figlia di Ralph de Greystoke, V barone di Greystoke e VII barone Boteler di Wem, e in seconde nozze Audrey Cotton, figlia di William Cotton Landwade di Landwade;
- Rev. Christopher Talbot (1454 - 1474). Rettore a Christchurch, Shropshire;
- Sir George Talbot (1456);
- Margaret Talbot (1460 - ?), sposò Thomas Chaworth, figlio di Sir William e Elizabeth Chaworth Bowett, non ebbero figli.